# Vernon Butler
* solo in precampionato e/o in squadra di allenamento
Vernon Butler Jr. (Contea di Pike, 14 giugno 1994) è un giocatore di football americano statunitense che milita nel ruolo di defensive tackle nella National Football League (NFL) e che dal 2023 è free agent.

## Carriera universitaria
Butler al college giocò a football con i Louisiana Tech  Bulldogs dal 2012 al 2015. Nell'ultima stagione mise a segno 50 tackle e 3 sack, venendo inserito nella formazione ideale della Conference USA.

## Carriera professionistica

### Carolina Panthers
Butler fu scelto come 30º assoluto nel primo giro del Draft NFL 2016 dai Carolina Panthers. Debuttò come professionista nella gara del primo turno contro i Denver Broncos mettendo a segno un tackle e un sack sul quarterback avversario Trevor Siemian.

### Buffalo Bills
Il 17 marzo 2020, Butler firmò con i Buffalo Bills un contratto biennale del valore di 18 milioni di dollari.

### Las Vegas Raiders
Il 23 marzo 2022 Butler firmò con i Las Vegas Raiders. Fu svincolato il 16 agosto 2022.

### New York Giants
Il 15 dicembre 2022 Butler firmò per la squadra di allenamento dei New York Giants. Il 3 dicembre 2022 fu promosso nel roster attivo per la partita della settimana 13 contro i Washington Commanders. Il 6 gennaio 2023 fu svincolato dai Giants e ricontrattualizzato con la squadra di allenamento quattro giorni dopo.
Il 22 gennaio 2023 firmò da riserva/contratto futuro.
Il 30 luglio 2023, durante la fase di precampionato, Butler fu inserito nella lista degli infortunati, comportando questo che non avrebbe potuto più giocare nella stagione in corso per i Giants. Il 29 agosto 2023 si accordó con i Giants e fu svincolato, in modo che, una volta ristabilitosi dall'infortunio, avrebbe potuto subito giocare per un'altra franchigia.